# Rhabdomastix (Lurdia) loewi
Rhabdomastix (Lurdia) loewi is een tweevleugelige uit de familie steltmuggen (Limoniidae). De soort komt voor in het Palearctisch gebied.